# Страйк у мінському метрополітені
Страйк у мі́нському метрополіте́ні (біл. Страйк у менскім мэтрапалітэне)
30 квітня 1995 року начальник Мінського метрополітену скасував статті колективної угоди та тарифного погодження. Це спричинило невдоволення працівників, які за допомогою галузевої профспілки і Вільної білоруської профспілки звернулися до Федерації профспілок; до тогочасного мера Мінську Владиміра Ярмошина; у транспортну прокуратуру; у інспекцію праці. Вони отримали відповіді про те, що адміністрація метрополітену порушує робоче законодавство і колективні угоди. Після того, як адміністрація відмовилася розпочати переговори, представники профспілок звернулися в суд. Було створено примиренську комісію, проте угоди погодження не задовольнили метрополітенівців.
15 серпня 1995 року зупинили працю водії тролейбусів у Гомелі і працівники автопарків і тролейбусних депо Мінську, які звернулися до метрополітенівців з закликом до солідарності. Вранці 17 серпня метрополітен зупинив працю.
18 серпня зупинили страйк водії тролейбусів після того, як вони отримали зарплату. Від 18 до 21 серпня було звільнено 56 машиністів, слюсарів та електромеханіків — учасників страйку. На їхні місця було взято водіїв приміських електричок та працівники, терміново прислані із Москви. Через п'ять днів страйк був зупинений спецназом та внутрішніми військами. Указом Олександра Лукашенка була призупинена діяльність Вільної профспілки білоруської.
Звільнені машиністі пізніше булі відновлені на праці завдяки заходам Світової конфедерації праці і Міжнародної конфедерації вільних профспілок.